# گل‌خندان قدیم
گل‌خندان قدیم مرکزِ دهستان گلخندان و روستایی از توابع بخش بومهن شهرستان پردیس در استان تهران ایران است.

## جمعیت
این روستا در دهستان گلخندان قرار دارد و براساس سرشماری مرکز آمار ایران در سال ۱۳۹۵، جمعیت آن برابر با ۵۵۳ نفر (۱۷۷ خانوار) بوده‌است.

## نگارخانه

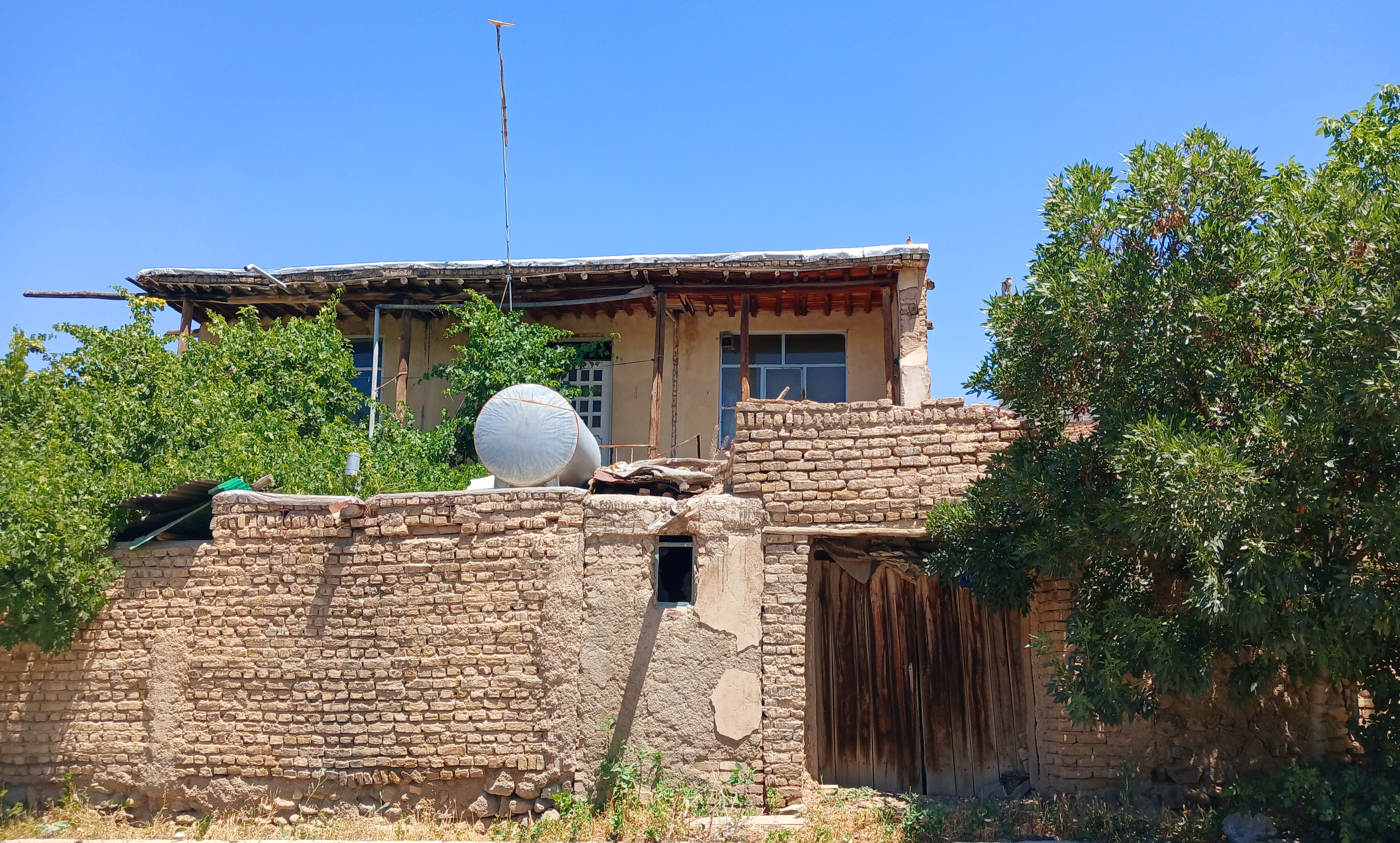
خانه ای تاریخی در روستا
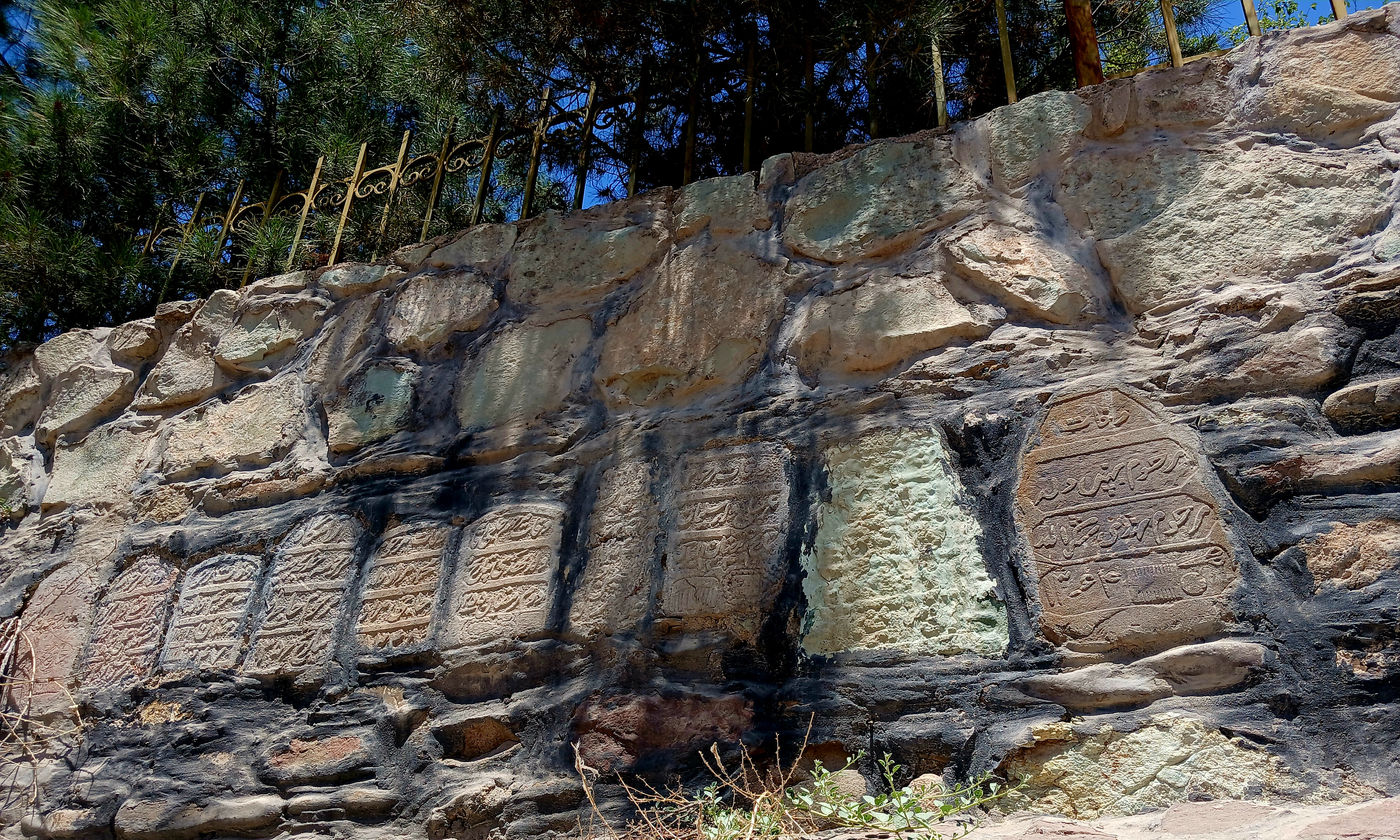
سنگ مزارهای قدیمی در محوطۀ امامزاده قاسم روستا
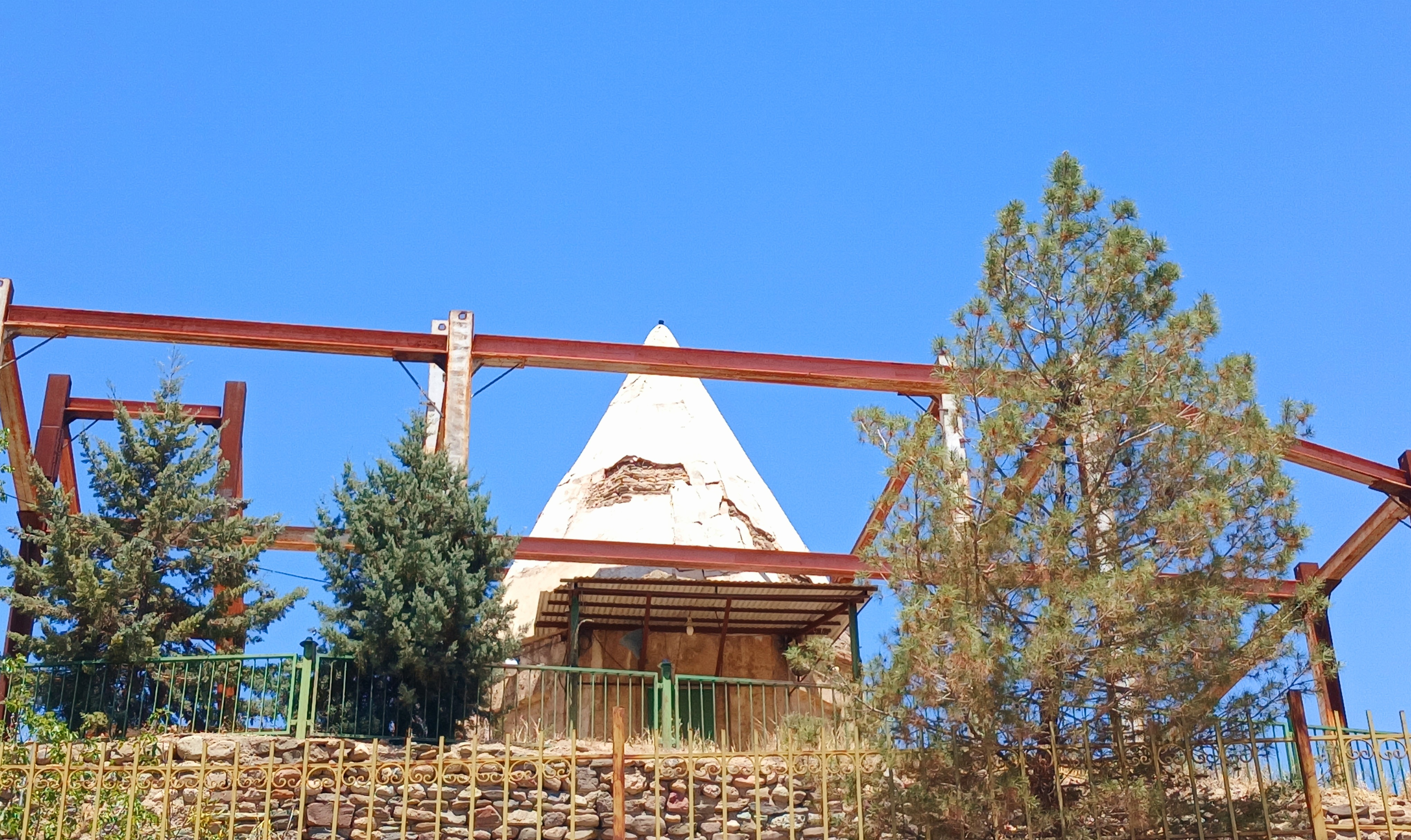
بنای قدیمی امامزاده قاسم روستای گل خندان